# Carlos Clark (baloncestista)
Carlos R. Clark (Somerville, Tennessee, 10 de agosto de 1960) es un exjugador de baloncesto estadounidense que disputó dos temporadas en la NBA, además de jugar en diversas ligas menores de su país y en la liga belga. Con 1,93 metros de estatura, jugaba en la posición de base.

## Trayectoria deportiva

### Universidad
Jugó durante cuatro temporadas con los Rebels de la Universidad de Misisipi, en las que promedió 15,4 puntos, 3,4 rebotes y 1,3 asistencias por partido. En sus dos últimas temporadas fue incluido en el mejor quinteto de la Southeastern Conference.

### Profesional
Fue elegido en la nonagésima posición del Draft de la NBA de 1983 por Boston Celtics, donde a pesar de ser el jugador menos utilizado por su entrenador, K.C. Jones, se proclamó campeón de la NBA tras derrotar a Los Angeles Lakers en las finales, colaborando con 1,7 puntos por partido.
Al año siguiente tuvo algo más de participación en el equipo, incluso fue titular en tres partidos, alcanzando nuevamente las finales ante los Lakers, aunque en esta ocasión fue el equipo californiano el que se llevó el anillo. Clark promedió 2,7 puntos y 1,1 rebotes por partido.
Tras ser despedido, realizó la pretemporada siguiente con los Milwaukee Bucks, quienes finalmente lo descartaron. Jugó durante cinco temporadas en diversas ligas menores, alcanzando los campeonatos de la USBL en 1986 y de la CBA en 1990, para terminar su carrera jugando durante nueve temporadas en la liga belga, promediando 26 puntos por partido y llegando a disputar 7 All-Star.

## Estadísticas de su carrera en la NBA

### Temporada regular
| Temporada | Edad | Equipo         | Liga | P  | TIT | MIN | TC  | TCA | %TC  | 3P  | 3PA | %3P  | TL  | TLA | %TL  | R.OF. | R.DEF. | REB | ASIS | ROB | TAP | PER | FP  | PTS |
| 1983-84   | 23   | Boston Celtics | NBA  | 31 | 0   | 4.1 | 0.6 | 1.7 | .365 | 0.0 | 0.1 | .000 | 0.5 | 0.6 | .889 | 0.2   | 0.3    | 0.5 | 0.5  | 0.3 | 0.0 | 0.4 | 0.4 | 1.7 |
| 1984-85   | 24   | Boston Celtics | NBA  | 62 | 3   | 9.1 | 1.0 | 2.5 | .421 | 0.0 | 0.1 | .000 | 0.7 | 0.9 | .774 | 0.5   | 0.6    | 1.1 | 0.8  | 0.6 | 0.0 | 0.7 | 1.1 | 2.7 |
| Total     |      |                | NBA  | 93 | 3   | 7.4 | 0.9 | 2.2 | .407 | 0.0 | 0.1 | .000 | 0.6 | 0.8 | .803 | 0.4   | 0.5    | 0.9 | 0.7  | 0.5 | 0.0 | 0.6 | 0.8 | 2.4 |

### Playoffs
| Temporada | Edad | Equipo         | Liga | P  | MIN | TCA | TC | 3PA | 3P | TLA | TL | R.OF. | REB | ASIS | ROB | TAP | PER | FP | PTS | %TC  | %3P | %FT   | MIN | PTS | REB | AST |
| 1983-84   | 23   | Boston Celtics | NBA  | 8  | 20  | 4   | 10 | 0   | 0  | 1   | 2  | 1     | 1   | 1    | 1   | 2   | 1   | 3  | 9   | .400 |     | .500  | 2.5 | 1.1 | 0.1 | 0.1 |
| 1984-85   | 24   | Boston Celtics | NBA  | 3  | 11  | 3   | 5  | 0   | 0  | 2   | 2  | 2     | 2   | 3    | 1   | 0   | 0   | 2  | 8   | .600 |     | 1.000 | 3.7 | 2.7 | 0.7 | 1.0 |
| Total     |      |                | NBA  | 11 | 31  | 7   | 15 | 0   | 0  | 3   | 4  | 3     | 3   | 4    | 2   | 2   | 1   | 5  | 17  | .467 |     | .750  | 2.8 | 1.5 | 0.3 | 0.4 |